# Soundtrack for Caligari
Soundtrack for Caligari è uno split album di Super Trutux e Bologna Violenta, pubblicato il 13 ottobre 2017 per l'etichetta Dischi Bervisti e distribuito da Audioglobe. Si tratta di una sonorizzazione del film Il gabinetto del dottor Caligari (R. Wiene, 1920), scritta e suonata dalle due band secondo il proprio stile. 

## Tracce
1. Primo movimento – 3:11
2. Secondo movimento – 2:50
3. Terzo movimento – 2:30
4. Quarto movimento – 3:38
5. Quinto movimento – 4:49

## Formazione
- Nicola Manzan - archi, violino
- Marco Folsi - chitarra
- Giro Drino - basso, synth
- Nicola Bennez - batteria